# Carlos I de Liechtenstein
Carlos I, príncipe de Liechtenstein (30 de julho de 1569 — 12 de fevereiro de 1627) foi o primeiro príncipe soberano de Liechtenstein e o fundador da Casa de Liechtenstein.
Carlos era o filho mais velho de Hartmann II de Liechtenstein, e de sua esposa, Ana de Ortenburgo. Educado como protestante em uma excelente escola, converteu-se ao catolicismo em 1599. 
Pouco tempo depois, o Imperador Rodolfo II do Sacro Império Romano Germânico nomeou Carlos como intendente-chefe, posição mais importante da corte, que ele deteve até 1607. 
Em uma disputa territorial entre o imperador e o herdeiro do trono, o arquiduque Matias, Carlos aliou-se a Matias, que, por sua vez, nomeou-o príncipe hereditário como mostra de gratidão por sua ajuda, em 1608. Depois de um isolamento temporário da política, ele assumiu o governo do recentemente adquirido ducado de Troppau, na Silésia (1614). 
Durante a rebelião boêmia, o príncipe ficou ao lado do imperador Fernando II, recebendo a tarefa de prender e executar os rebeldes depois da batalha de Weissen Berg. Como agradecimento à ajuda prestada, Carlos foi feito procônsul e vice-regente da Boêmia, em 1622, e recebeu a Ordem do Tosão de Ouro. Ganhou também o ducado de Jägerndorf, na Silésia, o qual, em conjunção com o de Troppau, era equivalente ao domínio de um príncipe. A aquisição de muitas das "propriedades rebeldes" confiscadas aumentou ainda mais as posses da Casa de Liechtenstein.
Em 1627, com a morte de Carlos, as provisões determinadas por um acordo hereditário de 1606, entre seus irmãos, referente às posses da família e à sucessão, tornaram-se válidas pela primeira vez.